# گورستان مور سلطانی ۲
گورستان مور سلطانی ۲ مربوط به سده‌های میانه و متاخر دوران‌های تاریخی پس از اسلام است و در شهرستان دنا، ۱۰ کیلومتری شرق شهر سی سخت، منطقه کوه گل (مور سلطانی) واقع شده و این اثر در تاریخ ۲۷ بهمن ۱۳۸۷ با شمارهٔ ثبت ۲۴۶۷۱ به‌عنوان یکی از آثار ملی ایران به ثبت رسیده است.